# Макарчев, Андрей Владимирович
Андрей Владимирович Макарчев (укр. Андрій Володимирович Макарчев; род. 15 ноября 1985, Ашхабад) — украинский легкоатлет, специалист по прыжкам в длину. Выступал за сборную Украины по лёгкой атлетике в конце 2000-х — начале 2010-х годов, многократный победитель и призёр первенств национального значения, участник летних Олимпийских игр в Пекине.

## Биография
Андрей Макарчев родился 15 ноября 1985 года. Занимался лёгкой атлетикой в Киеве, представлял Вооружённые силы.
Впервые заявил о себе на международном уровне в сезоне 2007 года, когда вошёл в состав украинской национальной сборной и выступил на молодёжном европейском первенстве в Дебрецене, где в зачёте прыжков в длину с результатом 7,78 стал пятым.
Благодаря череде удачных выступлений удостоился права защищать честь страны на летних Олимпийских играх 2008 года в Пекине — в программе прыжков в длину на предварительном квалификационном этапе показал результат 7,77 метра, чего оказалось недостаточно для выхода в финал.
После пекинской Олимпиады Макарчев остался действующим спортсменом на ещё один олимпийский цикл и продолжил принимать участие в крупнейших международных стартах. Так, в августе 2009 года на соревнованиях в Киеве он установил свой личный рекорд в прыжках в длину на открытом стадионе — 8,15 метра, тогда как на чемпионате мира в Берлине прыгнул на 7,87 метра и в финал не вышел.
В 2010 году на международном турнире «Русская зима» в Москве установил личный рекорд в прыжках в длину в помещении — 8,04 метра. Позднее занял восьмое место на чемпионате мира в помещении в Дохе (7,65).
В 2011 году отметился выступлением на чемпионате Европы в помещении в Париже (7,82).
В 2012 году за 3 недели до Олимпийских Игр в Лондоне на отборочных соревнованиях в г. Ялта Макарчев получает травму разрыв ахилового сухожилья, и в этот же день ему делают операцию в Ялтинской городской больнице 1.
После травмы было долгое восстановление и уже зимой Макарчев прыгнул 7.57 метра в закрытом манеже г. Киев
Завершил спортивную карьеру по окончании сезона 2013 года.
После завершения спортивной карьеры Андрей остается в спорте и из года в год поддерживает украинскую легкую атлетику и отдельные команды, устанавливая денежные призовые на отдельных соревнованиях
Так же проводит зимние соревнования памяти его тренера Юрия Горбаченко.